# So pha

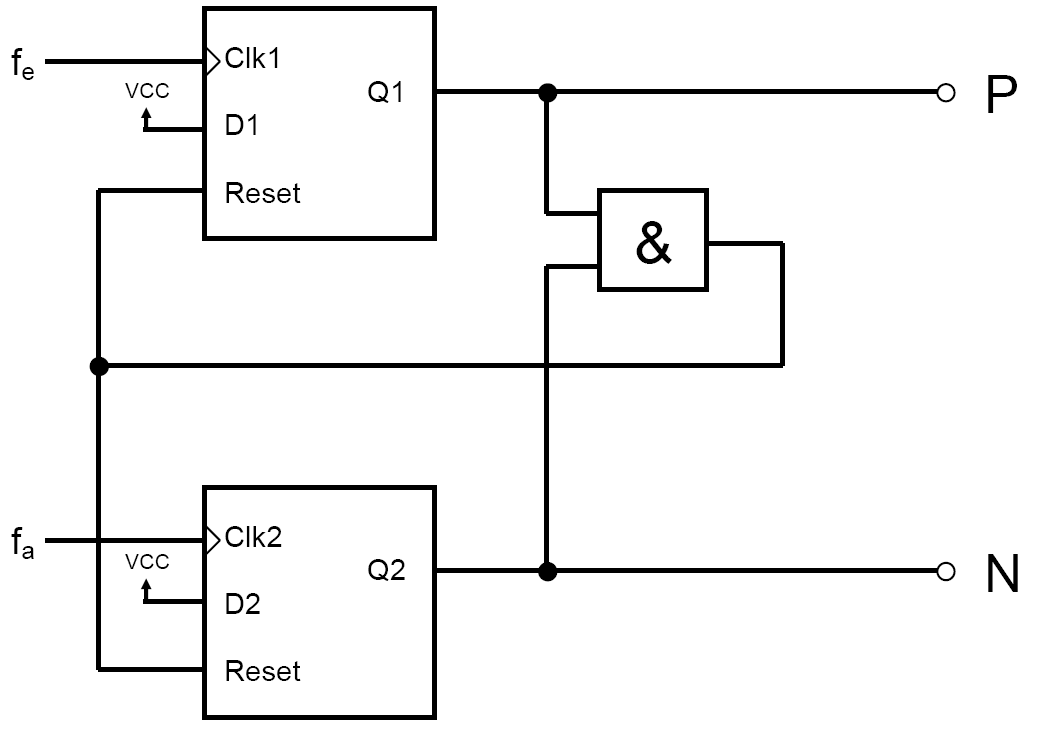
Sơ đồ nguyên lý một mạch so pha dùng 2 flip-flop và 1 cổng AND. Kết quả so tách biệt cho ngõ ra dương P và ngõ ra âm N.

Trong kỹ thuật điện tử mạch so pha hay dò pha (tiếng Anh: phase comparator hay phase detector) là mạch điện tử cho ra tín hiệu điện áp đại diện cho sự khác biệt trong pha giữa hai tín hiệu ngõ vào.
Mạch điện tử thực thi so pha có thể là mạch trộn tần số (frequency mixer), mạch nhân tương tự (analog multiplier) hoặc mạch logic. Mạch so pha là một thành phần thiết yếu của mạch vòng khóa pha (PLL).
Phát hiện sự khác biệt pha rất quan trọng trong nhiều ứng dụng, chẳng hạn như điều khiển động cơ, hệ thống radar và viễn thông, cơ cấu servo và bộ giải điều chế.